# Belgium Curling Association
De Belgium Curling Association (BCA) is de overkoepelende curlingbond van België. De hoofdzetel van de bond is gevestigd in Vilvoorde.

## Geschiedenis
De Belgische Curlingassociatie was niet de eerste Belgische curlingbond. In de jaren 80 was er al een nationale bond, maar die werd na enkele jaren weer ontbonden. Begin jaren 2000 kende curling echter weer ingang in België, waarna besloten werd een nieuwe nationale bond op te richten. Dit gebeurde op 12 februari 2005 in de Belgische hoofdstad Brussel. Op 22 maart 2005 werd de Belgische Curlingassociatie lid van de European Curling Federation, een dag later van de World Curling Federation.

## Nationale curlingteams
De BCA is verantwoordelijk voor de selectie van de nationale teams voor het Europees en wereldkampioenschap. Het Belgische mannenteam speelde zijn eerste wedstrijd in 1988, maar kwam sinds de ontbinding van de vorige federatie niet meer in actie sedert 1995. In 2005, hetzelfde jaar van de oprichting van de BCA, speelden de mannen opnieuw op het EK. De Belgische vrouwen kwamen in 2011 voor het eerst uit op het Europees kampioenschap curling. In 2015 werd het gemengde team gecreëerd, dat deelnam aan het allereerste WK voor gemengde landenteams. Een jaar later debuteerde het Belgische team op het wereldkampioenschap curling gemengddubbel.

## Huidige bestuur
- Voorzitter: Chris van Rosmalen
- Secretaris: Stephane Vandermeeren
- Penningmeester: Walter Verbueken
- Algemeen Lid: Bart Palmans
- Algemeen Lid: Dirk Heylen
- Algemeen Lid: Jean-Marie Van Lancker

## Clubs
De Belgische Curlingassociatie telt momenteel drie clubs: Curling Club Zemst, Campina Turnhout en Curling Club Gent. Vroegere clubs die nu niet meer bestaan zijn Luik (jaren 60), Deurne en Ukkel (jaren 80) en Mechelen (sinds 2016 overgegaan in Curling Club Zemst).

## Belgisch kampioenschap
Sinds 2008 wordt het Belgisch kampioenschap voor mannen gehouden. 
Vanaf 2020 is de winnaar van de nationale competitie, de BCL, kampioen van België.
| Jaar | Team                   |
| ---- | ---------------------- |
| 2008 | Curling Club Mechelen  |
| 2009 | Curling Club Mechelen  |
| 2010 | Curling Club Mechelen  |
| 2011 | Curling Club Mechelen  |
| 2012 | Curling Club Mechelen  |
| 2013 | Curling Club Mechelen  |
| 2014 | Käringu Akuma/Mechelen |
| 2015 | Käringu Akuma/Mechelen |
| 2016 | N19/Campina Turnhout   |
| 2017 | N19/Campina Turnhout   |
| 2018 | Steengoed/Zemst        |
| 2019 | N19/Campina Turnhout   |
| 2020 | Verreycken/Zemst       |
| 2022 | Verreycken/Zemst       |
| 2023 | Verreycken/Zemst       |
| 2024 | Verreycken/Zemst       |
| 2025 | Verreycken/Zemst       |